# Oscil·lador de pont de Wien

Oscil·lador de pont de Wien clàssic

En electrònica un  oscil·lador de pont de Wien  és un tipus d'oscil·lador que genera ones sinusoidals sense necessitat de cap senyal d'entrada. Pot generar un ampli rang de freqüència. El pont està compost de quatre resistències i dos condensadors. El circuit està basat en un pont originalment desenvolupat per Max Wien el 1891. El circuit modern està derivat de la tesi final de William Hewlett, per obtenir el màster a la Universitat Stanford. Hewlett, juntament amb David Packard van fundar l'empresa Hewlett-Packard. El seu primer producte va ser l'HP 200A, un oscil·lador d'ones sinusoidals de precisió basat en el pont de Wien. El 200A es va convertir en un instrument electrònic clàssic conegut per la seva baixa distorsió.

La freqüència d'oscil·lació està donada per:
{\displaystyle F={\frac {1}{2\pi RC}}}

## Estabilització d'amplitud
La clau de l'oscil·lador de baixa distorsió de Hewlett és una efectiva estabilització d'amplitud. L'amplitud dels oscil·ladors electrònics tendeixen a augmentar fins que el senyal és retallada o s'aconsegueix alguna limitació del guany. Això porta a una distorsió dels harmònics de freqüències altes, el que en la majoria dels casos és un efecte indesitjat.
A l'HP200A Hewlett i Packard van usar una llum incandescent a la realimentació de l'oscil·lador per a limitar el guany. La resistència de les llums incandescents (així com altres elements similars que produeixen calor) augmenta a mesura que la seva temperatura augmenta. Si la freqüència d'oscil·lació és significativament superior que la constant tèrmica de l'element que produeix calor, la potència irradiada serà proporcional a la potència de l'oscil·lador. Com que els elements que produeixen calor són cossos negres, aquests segueixen la Llei de Stefan-Boltzmann. La potència irradiada és proporcional a {\displaystyle T^{4}}, de manera que la resistència augmenta a una proporció més alta que l'amplitud del senyal. Si el guany és inversament proporcional a l'amplitud de l'oscil·lació, el guany de l'oscil·lador arriba a un estat estable on opera com un amplificador de classe A gairebé ideal, aconseguint d'aquesta manera una baixa distorsió.

## Condició d'oscil·lació
La relació entre la resistència de realimentació i la resistència d'entrada és:
{\displaystyle {\frac {R_{f}}{R_{i}}}={\frac {2A_{d}+3}{A_{d}-3}},}
on {\displaystyle A_{d}} és el guany de l'operacional, {\displaystyle R_{f}} és la resistència de realimentació i {\displaystyle R_{i}} és la resistència d'entrada.

Les equacions bàsiques per obtenir aquestes especificacions són:
{\displaystyle -{\frac {q\left(t\right)}{C}}+V_{1,L}\left(t\right)=2\,R{\frac {d}{dt}}q\left(t\right)-R{\frac {d}{dt}}Q_{1}\left(t\right)}
{\displaystyle -{\frac {Q_{1}\left(t\right)}{C}}=-R{\frac {d}{dt}}q\left(t\right)+R{\frac {d}{dt}}Q_{1}\left(t\right)}
{\displaystyle V_{2}\left(t\right)=R\left({\frac {d}{dt}}q\left(t\right)-{\frac {d}{dt}}Q_{1}\left(t\right)\right)}
{\displaystyle -V_{1}\left(t\right)=R_{i}A\left(t\right)}
{\displaystyle V_{1}\left(t\right)-\left(V_{1,L}\right)\left(t\right)=R_{f}A\left(t\right)}
{\displaystyle V_{L}\left(t\right)=\left(V_{2}\left(t\right)-V_{1}\left(t\right)\right)A_{d}}

Passant totes aquestes equacions al domini de la transformada de Laplace s'obté
{\displaystyle {\it {laplace}}\left(V_{L}\left(t\right),t,s\right)=-A_{d}\left(-{\frac {Rs{\it {laplace}}\left(\left(V_{1,L}\right)\left(t\right),t,s\right)C}{1+3\,RsC+{R}^{2}{s}^{2}{C}^{2}}}+{\frac {R_{i}{\it {laplace}}\left(\left(V_{1,L}\right)\left(t\right),t,s\right)}{R_{i}+R_{f}}}\right)}

i per tant la condició d'oscil és:
{\displaystyle {\frac {jA_{d}RWC}{1+3\,jRwC-{R}^{2}{w}^{2}{C}^{2}}}-{\frac {A_{d}R_{i}}{R_{i}+R_{f}}}=1}

## Anàlisi de la impedància d'entrada

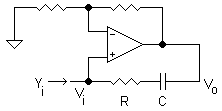
Anàlisi de la impedància d'entrada.

Si s'aplica una tensió directament a l'entrada d'un amplificador  ideal  amb realimentació, el corrent d'entrada serà:

{\displaystyle i_{in}={\frac {v_{in}-v_{out}}{Z_{f}}}}

On {\displaystyle v_{in}} és la tensió d'entrada, {\displaystyle v_{out}} és la tensió de sortida, i {\displaystyle Z_{f}} és la impedància de realimentació. Si definim la guany de voltatge com:

{\displaystyle A_{v}={\frac {v_{out}}{v_{in}}}}

I la admitància d'entrada es defineix com:

{\displaystyle Y_{i}={\frac {i_{in}}{v_{in}}}}

L'admitància d'entrada pot ser redefinida com:

{\displaystyle Y_{i}={\frac {1-A_{v}}{Z_{f}}}}

Per al pont de Wien,  Z    f   està donada per:

{\displaystyle Z_{f}=R+{\frac {1}{j\omega C}}}

Substituint i resolent:

{\displaystyle Y_{i}={\frac {\left(1-A_{v}\right)\left(\omega ^{2}C^{2}R+j\omega C\right)}{1+\left(\omega CR\right)^{2}}}}

Si {\displaystyle A_{v}} és major a 1, l'admitància d'entrada és una resistència negativa (NDR) en paral·lel amb una inductància. La inductància és:

{\displaystyle L_{in}={\frac {\omega ^{2}C^{2}R^{2}+1}{\omega ^{2}C^{2}\left(A_{v}-1\right)}}}

Si es col·loca un capacitor amb el mateix valor de  C  en paral·lel amb l'entrada, el circuit té una ressonància natural:

{\displaystyle \omega ={\frac {1}{\sqrt {L_{in}C}}}}

Substituint i resolent per a la inductància:

{\displaystyle L_{in}={\frac {R^{2}C}{A_{v}-2}}}

Si necessita un {\displaystyle A_{v}} amb un valor de 3:

{\displaystyle L_{in}=R^{2}C}

Substituint:

{\displaystyle \omega ={\frac {1}{RC}}}

O també:

{\displaystyle f={\frac {1}{2\pi RC}}}

Similarment, la resistència d'entrada a la freqüència determinada dalt és:

{\displaystyle R_{in}={\frac {-2R}{A_{v}-1}}}

Per {\displaystyle A_{v}} = 3:

{\displaystyle R_{in}=-R}